# Obergrünbach
Obergrünbach är en ort i Österrike. Den ligger i kommunen Karlstein an der Thaya i förbundslandet Niederösterreich, i den nordöstra delen av landet, 100 km nordväst om huvudstaden Wien. 